# Lee Yung-dug
Lee Yeong-duk (6 de março de 1926 - 6 de fevereiro de 2010) foi um político sul-coreano. Ele serviu como primeiro-ministro de abril de 1994 a dezembro daquele ano.